# Merlin (Raketentriebwerk)

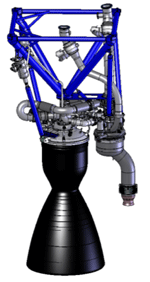
Merlin-1A-Triebwerk

Das Merlin-Raketentriebwerk wird in der Hauptstufe der Falcon-Raketen der Firma SpaceX eingesetzt und ist eine Eigenentwicklung. Als Treibstoff dient ein Gemisch aus flüssigem Sauerstoff (LOX) und dem Raketentreibstoff RP-1 in einem Gasgenerator-Triebwerkszyklus. Der erste Test eines kompletten Merlin-1-Triebwerks erfolgte nach zweijähriger Entwicklungszeit im Juni 2004.

## Varianten

### Merlin 1A

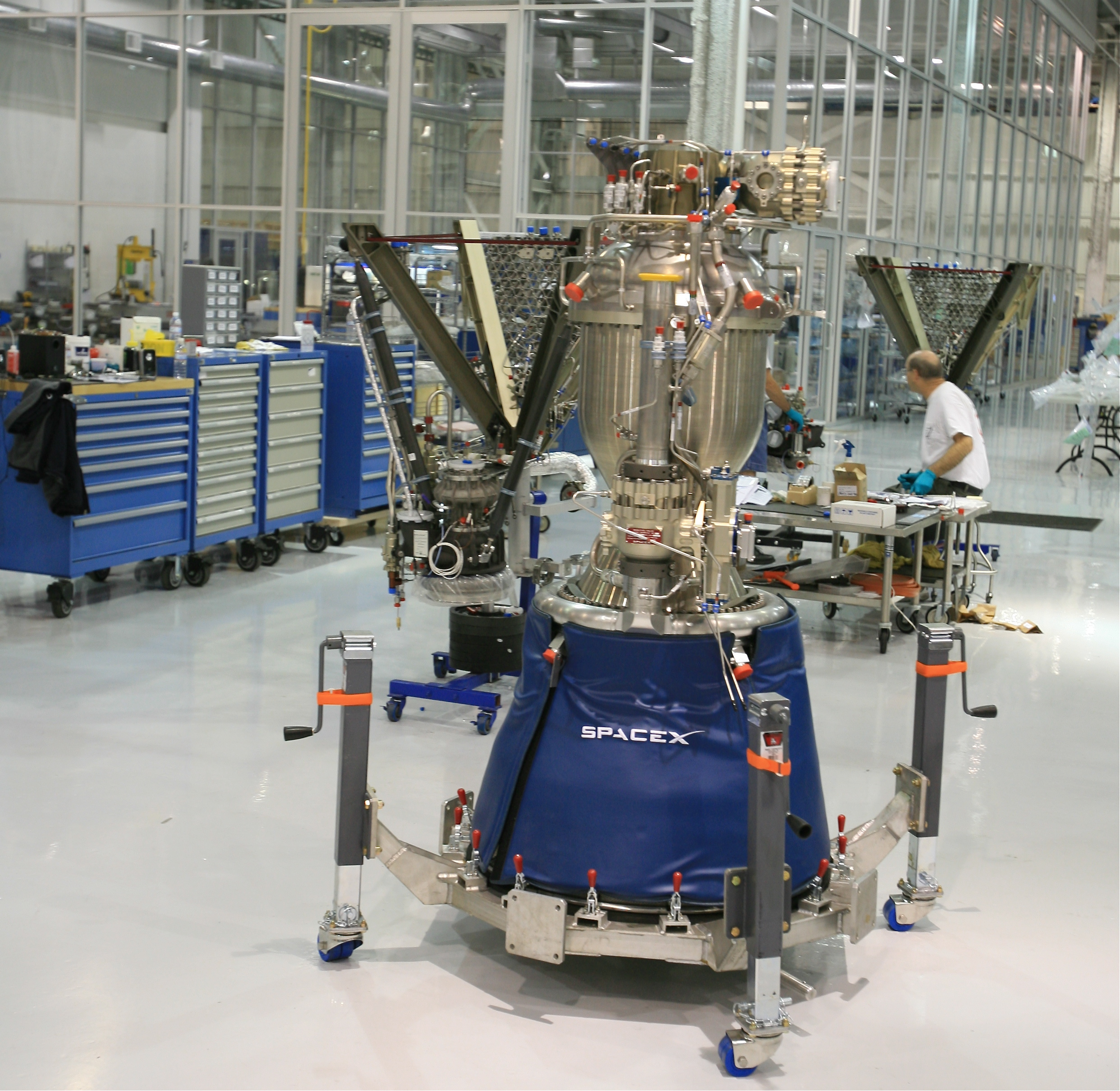
Merlin 1C für die Falcon 9

Die erste Generation 1A des Triebwerks wurde ablativ gekühlt. Auf allen Flügen wurde das Triebwerk als Basis für eine Falcon-1-Rakete eingesetzt. Der Erstflug vom 24. März 2006 schlug kurz nach dem Start aufgrund eines Treibstofflecks fehl. Beim zweiten Flug vom 21. März 2007 funktionierte das Triebwerk einwandfrei.

### Merlin 1B
Die Zwischenversion 1B kam nie zu einem Einsatz.

### Merlin 1C
Die dritte Generation 1C kam beim dritten Flug vom 6. August 2008 erstmals zum Einsatz. Anstelle der bisher benutzten ablativen Kühlung wurde nun mit dem Treibstoff gekühlt. Die zusätzlichen Treibstoffreste in der Kühlschleife führten zu einem Fehler bei der Stufentrennung, da beim Abschalten des Triebwerks der Restschub langsamer abfiel als erwartet und die anschließende Trennsprengung zu früh erfolgte. Daraufhin kollidierten die beiden Stufen, die Oberstufe wurde dadurch beschädigt.
Bei dem folgenden Flug der Falcon 1 wurde das Problem behoben, die Rakete erreichte erfolgreich den Erdorbit.

### Merlin 1D

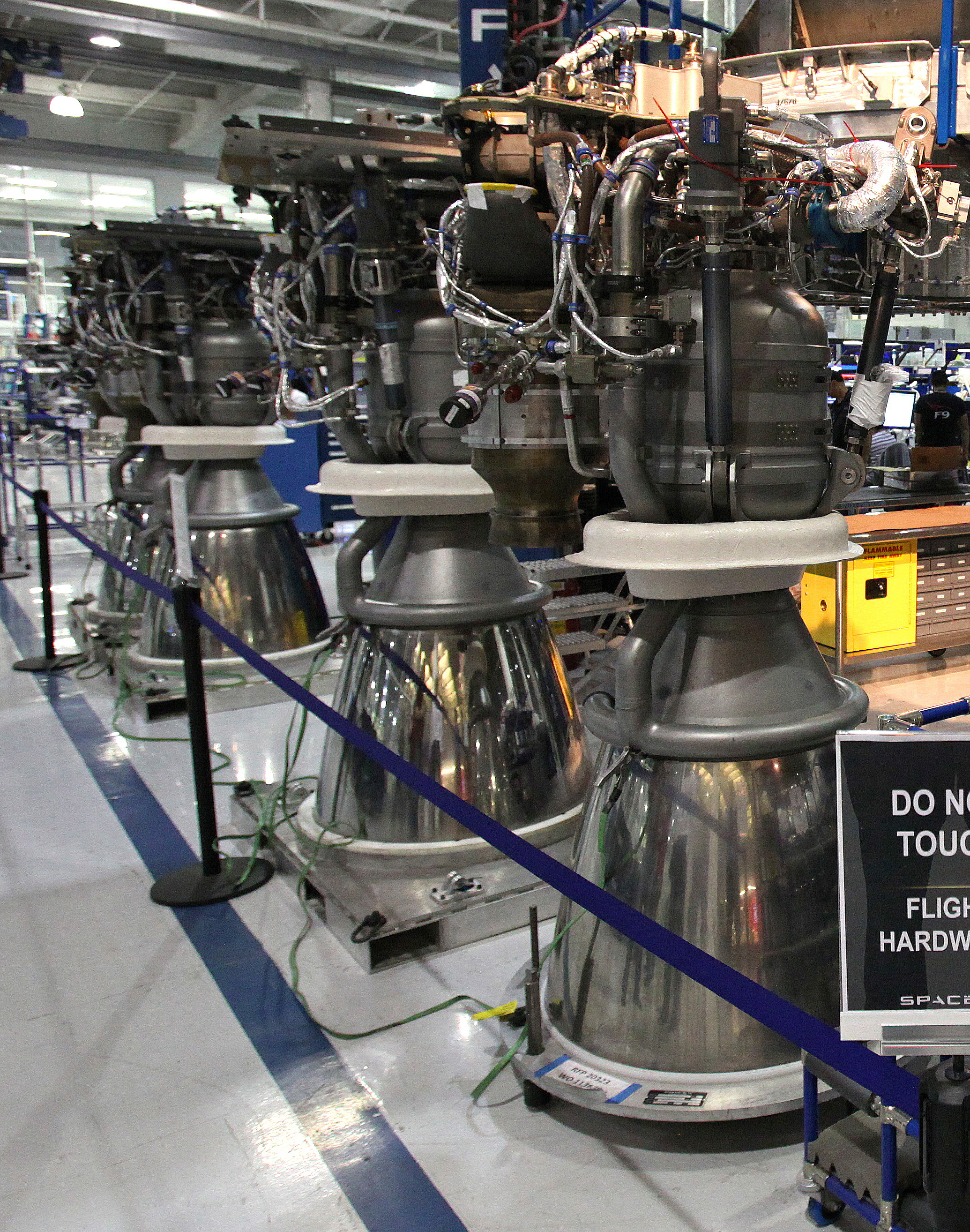
Merlin 1D-Triebwerke

Für die Falcon Heavy und eine leistungsgesteigerte Version der Falcon 9 wurde das weiter im Schub gesteigerte Merlin 1D entwickelt. Das auf 825 kN verstärkte Merlin 1D v. 2 soll in der Falcon 9FT Block 5 (intern Falcon 9 2.0) eingesetzt werden, der finalen Version der Falcon 9FT.
Beim ersten Start einer Falcon 9 Block 5 am 11. Mai 2018 wurde der Schub mit „190000 pound-force“ angegeben, entsprechend 845 kN. Während des Fluges wird der Triebwerksdruck so reduziert, dass der Schub auch im Vakuum konstant bei 845 kN bleibt.
Der Schub des Vakuumtriebwerks Version Block 5 wurde von 210000 lbf um 5 % auf 220000 lbf entsprechend 978,6 kN angehoben. Beim ersten Start wurde das Block 5 Vakuumtriebwerk der Oberstufe jedoch noch mit dem geringeren Schub betrieben.

## Leistungskennzahlen
| Parameter                     | Merlin 1A   | Merlin 1C   | Merlin 1C Vac | Merlin 1D v1.1 | Merlin 1D Vac v1.1 | Merlin 1D v1.2 | Merlin 1D Vac v1.2 | Merlin 1D Block 5 | Merlin 1D VAC Block 5 |
| ----------------------------- | ----------- | ----------- | ------------- | -------------- | ------------------ | -------------- | ------------------ | ----------------- | --------------------- |
| Treibstoff                    | LOX/RP-1    | LOX/RP-1    | LOX/RP-1      | LOX/RP-1       | LOX/RP-1           | LOX/RP-1       | LOX/RP-1           |                   |                       |
| Bodenschub                    | 340 kN      | 423 kN      |               | 654 kN         |                    | 756 kN         |                    | 845 kN            |                       |
| Vakuumschub                   | 378 kN      | 483 kN      | 411 kN        | 716 kN         | 815 kN             | 825 kN         | 913 kN             | 845 kN            | 979 kN                |
| Spezifischer Impuls im Vakuum | 3.041 Ns/kg | 2.981 Ns/kg | 3.295 Ns/kg   | 3.040 Ns/kg    | 3.355 Ns/kg        | 3.050 Ns/kg    | 3.424 Ns/kg        |                   |                       |
| Treibstoffdurchsatz           |             | 140 kg/s    |               |                |                    |                |                    |                   |                       |
| Brennkammerdruck              | 6,14 MPa    | 6,14 MPa    | 6,14 MPa      | 9,72 MPa       | 9,72 MPa           | 9,72 MPa       | 9,72 MPa           |                   |                       |
| Entspannungsverhältnis        | 14,5        | 14,5        | 117           | 16             | 117                | 16             | 165                |                   |                       |
| Masse                         | 760 kg      | 522 kg      |               | 470 kg         |                    |                |                    |                   |                       |
| Schub-Masse-Verhältnis        | 94 dN/kg    | 96 dN/kg    |               | 150 dN/kg      |                    | 180 dN/kg      |                    |                   |                       |